# 恋をしようよ
「恋をしようよ」 (英語: I Just Want to Make Love to You) は、ウィリー・ディクスンが書いたブルースの楽曲。多くのアーティストによってカバーされているが、最初にレコーディングしたのはマディ・ウォーターズ。
1954年4月、オーティス・スパン、リトル・ウォルター、ジミー・ロジャーズ、ウィリー・ディクスンらをバックにレコーディング、R&Bチャートで第4位までランク・アップしている。「Oh Yeah」とのカップリングで最初リリースされ、原題は「英語: Just Make Love to Me(I Just Want to Make Love to You)」という。マディは1968年のアルバム『エレクトリック・マッド』でもこの曲を再演している。

## カバー・バージョン
- エタ・ジェイムズ - 1960年のアルバム『アット・ラスト!（英語版）』に収録。
- チャック・ベリー - 1963年のアルバム『チャック・ベリー・オン・ステージ（英語版）』に収録 (録音は1956年)。
- ローリング・ストーンズ - ファースト・アルバム『ザ・ローリング・ストーンズ』の他、米国2枚目のシングル「テル・ミー」日本のシングル「アンダー・マイ・サム」(キングTOP 1242)のB面などに収録された。ブライアン・ジョーンズのブルース・ハープがフィーチャーされている。
- アイザック・ヘイズ - 1968年のアルバム『Presenting Isaac Hayes』に収録。
- フォガット - 1972年のシングル。ツインリード・ギターをフィーチャーしたハードロック調のバージョンでポップチャート72位の小ヒットを記録している。日本盤の邦題は『君を愛したい』。
- ヴァン・モリソン - 1974年のライヴ・アルバム『魂の道のり』に収録。
- バディ・ガイ - 1998年のアルバム『ヘヴィ・ラヴ』に、ファンク的なアレンジで収録[1]。